# Râul Chiua, Răut
Chiua (sau Chiva) este un râuleț din Republica Moldova, afluent de dreapta al râului Răut. Afluenții pârâului sunt: Ciocănița, Seliștea, Țiganca.